# 朵家梁遗址
朵家梁遗址，位于中国甘肃省古浪县，为一个省级文物保护单位，类型为古遗址。
朵家梁遗址的历史年代为新石器时代。